# Protest Songs – 1924-2012
Protest Songs 1924–2012 è il nono e ultimo album in studio della band inglese ska revival The Specials. È il secondo album degli Specials guidati dal trio formato da Lynval Golding, Terry Hall e Horace Panter. L'album è entrato al numero 2 della classifica degli album del Regno Unito dopo la prima settimana di uscita e ha trascorso due settimane in classifica.
L'album è l'ultimo a presentare Hall come cantante principale prima della sua morte nel dicembre 2022 all'età di 63 anni.

## Tracce
1. Freedom Highway – 3:24 (Pops Staples)
2. Everybody Knows – 5:23 (Leonard Cohen, Sharon Robinson)
3. I Don't Mind Failing in This World – 4:40 (Malvina Reynolds)
4. Black, Brown and White – 2:57 (Big Bill Broonzy)
5. Ain't Gonna Let Nobody Turn Us Around – 3:46 (Traditional/Clarence Carter White)
6. Fuck All the Perfect People – 4:05 (Chip Taylor)
7. My Next Door Neighbor – 2:33 (Jerry McCain)
8. Trouble Every Day – 5:04 (Frank Zappa)
9. Listening Wind – 4:05 (Brian Eno, David Byrne)
10. I Live in a City – 2:20 (Malvina Reynolds)
11. Soldiers Who Want to Be Heroes – 2:51 (Rod McKuen)
12. Get Up, Stand Up – 4:07 (Bob Marley, Peter Tosh)